# الخربات (المخادر)

تعديل مصدري - تعديل

الخربات هي إحدى قرى عزلة السحول بمديرية المخادر التابعة لمحافظة إب، بلغ تعداد سكانها 489 نسمة حسب تعداد اليمن لعام 2004.